# جورج آيكهورن
جورج آيكهورن (بالإنجليزية: George Eichhorn)‏ هو سياسي أمريكي، ولد في 1 ديسمبر 1954 بدافنبورت في الولايات المتحدة. حزبياً، نشط في الحزب الجمهوري. وقد انتخب عضو مجلس نواب ولاية ايوا.